# ゴールウェイ湾
座標: 北緯53度12分 西経9度14分 / 北緯53.200度 西経9.233度

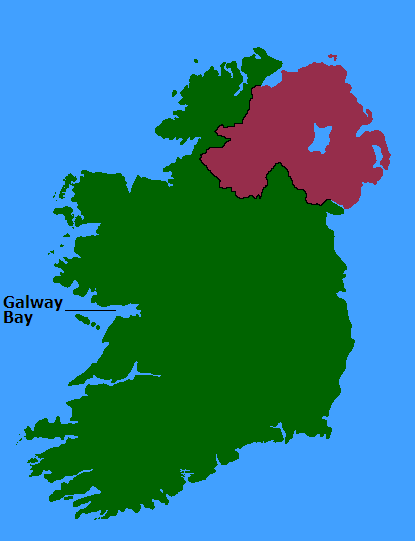
アイルランド島におけるゴールウェイ湾の位置（左部）

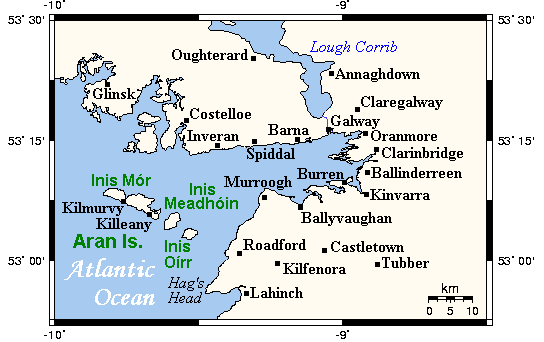
ゴールウェイ湾とその周囲の地図

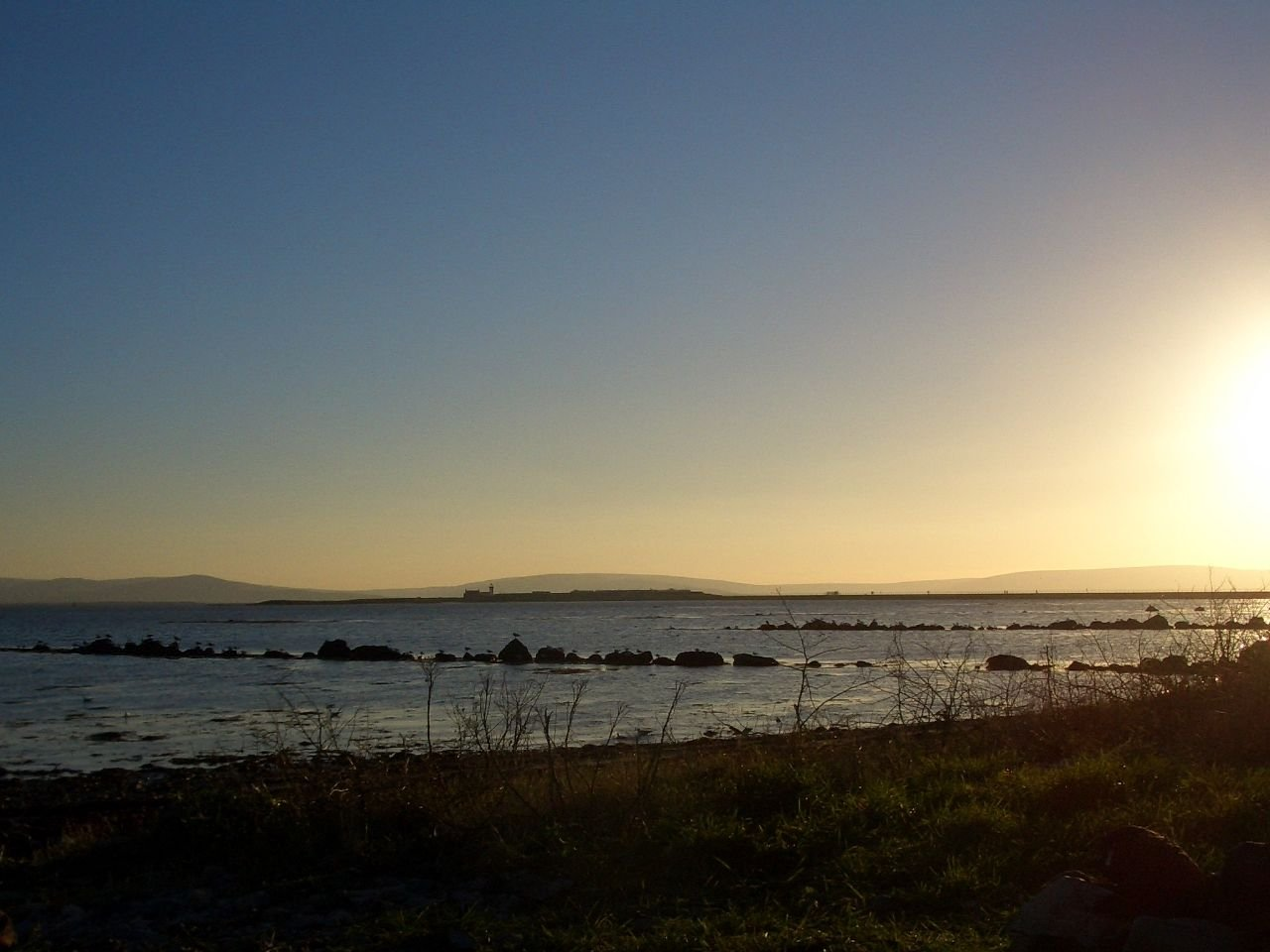
ゴールウェイ湾の夕焼け

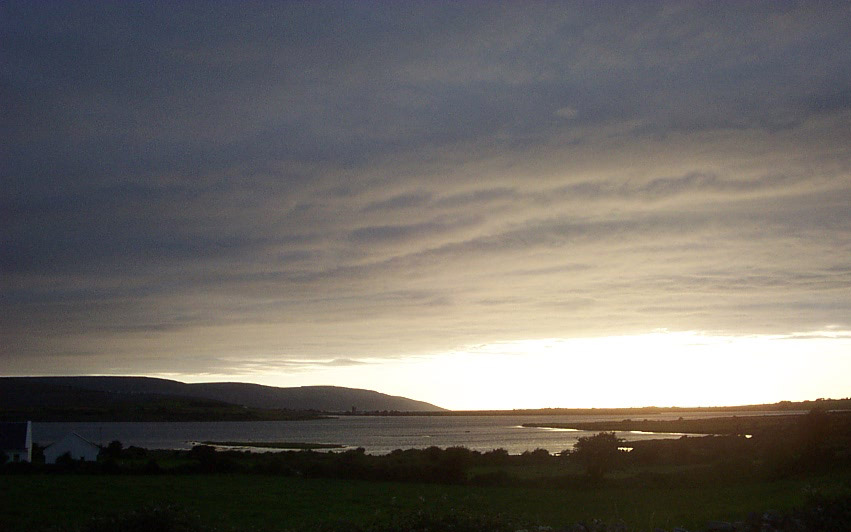
クレア県からのゴールウェイ湾

ゴールウェイ湾（英語: Galway Bay、アイルランド語: Loch Lurgain / Cuan na Gaillimhe）は、アイルランドの西海岸にある大きな入り江である。コノート地方のゴールウェイ県が北に、マンスター地方のクレア県のバレンが南にある。ゴールウェイは湾の北東側にある。湾は幅10から30km（7-20マイル）、奥行き50km（30マイル）の大きさである。アラン諸島（Oileáin Árann）が湾の入口に存在し、湾内には小さな島々がたくさん存在する。
アラン諸島と本土との間から湾に近づいていくと次の様になる。北側の海峡（An Súnda ó Thuaidh）はイニッシュモア島（Inishmore）とゴールウェイ県のレターミューレン（Leitir Mealláin）の間にあり、正式にはアイルランド語でBealach Locha Lurganと呼ばれている。グレゴリー海峡（Súnda Ghríoghóra）はアランモア島とイニシュマーン島（Inishmaan）の間にあり、正式にはアイルランド語でBealach na h-Áiteと呼ばれている。フォウル海峡（An Súnda Salach）はイニシュマーン島とイニシャー島（Inisheer）の間にあり、正式にはBealach na Fearbhaigheと呼ばれている。また、南側の海峡（An Súnda ó Theas）はイニシャー島とクレア県の間にあり、正式にはBealach na Finniseと呼ばれている。
湾奥に岩石海岸、砂利と砂浜海岸、塩性湿地、干潟などが広がり、ゼニガタアザラシ、ユーラシアカワウソの重要な繁殖地で、オオハム、ハシグロアビ、ヨーロッパムナグロ、サンドイッチアジサシ、アジサシおよびムラサキウニの仲間のParacentrotus lividusの生息地でもある。1996年にラムサール条約登録地となった。
ゴールウェイ湾は、伝統的な航海用の帆船である、ゴールウェイフッカー（Galway Hooker）で有名である。

## 文化作品でのゴールウェイ湾
- Galway Bay（英語版）というタイトルの歌が2曲知られており、ビング・クロスビーがヒットさせたものが有名である。ザ・ポーグスのクリスマスソング「ニューヨークの夢」には、ニューヨーク市警合唱隊がGalway Bayを歌っている、という歌詞がある。
- ディズニーの「ダービーおじさんと不思議な小人たち」に登場する。
- ジョン・レノンの歌、「ザ・ラック・オブ・ジ・アイリッシュ」に登場する。